# Восео
Восео (исп. «voseo») — грамматический феномен, распространённый в диалектах и языковых вариантах испанского языка (в настоящее время преимущественно в Америке), при котором личное местоимение 2-го лица ед. числа «vos» употребляется при личном обращении взамен следующих местоимений: неформального (фамильярного) «tú» (прямого аналога русского «ты») и, реже, вместо формального (уважительного) «Usted», которое буквально переводится как «Ваша милость», и соответственно по факту является местоимением 3-го лица ед. числа. Восео таким образом противопоставляются такие феномены как тутео и устедео. Основным последствием употребления восео является смещение доминирующей глагольной парадигмы спряжения, причём этот процесс неоднороден и имеет большое количество грамматических, стилистических и фонетических вариаций. В общем, современное употребление «vos» стилистически свидетельствует о примерном равенстве социального статуса собеседников при сохранении взаимного уважения и некоей небольшой дистанции между ними. В то время как «tú» указывает на явное превосходство над статусом адресата, а  «Usted» на приниженное положение перед собеседником и значительную социальную дистанцию.

## История
В целом, восео получило распространение в относительно запущенных, малонаселённых, экономически малозначимых колониях испанской монархии (Аргентина, Уругвай, Парагвай, Чили, Коста-Рика, Никарагуа), куда не успели дойти языковые инновации из Мадрида, высшие социальные круги которого отказались от употребления «vos» первыми. Напротив, столицы экономически и культурно тесно связанных с испанской столицей регионов Америки (Мексика, Перу, Венесуэла), а также колонии, сохранившиеся под контролем Мадрида до конца XIX века (острова Карибского бассейна, Филиппины, Экваториальная Гвинея) либо полностью отказались от восео, либо стигматизировали его использование как вульгарное, просторечное, диалектное или архаичное.

### Южный конус
История развития, закрепления и/или отказа от восео имеет свои особенности в каждой отдельно взятой латиноамериканской стране и даже регионе. Так, утверждение восео в Аргентине началось ещё в начале XIX века и было связано с попытками подкрепить стремление аргентинцев к независимости от Испании путём формирования новой языковой идентичности. На протяжении XIX века эта тенденция усилилась мощным влиянием французского языка и культуры, особенно в Буэнос-Айресе, где «vos» весьма удобно копировало родственное ему же франц. «vous» (аналогичное русскому «Вы»). Попытки вернуть риоплатский испанский в русло мадридских стандартов в XX веке успехом не увенчались. Более того, именно аргентинское восео распространилось на многие соседние страны. Неслучайно и то, что португальский язык в Бразилии в целом также отказался от местоимения tu, заменив его на Você.

### Центральная Америка
В странах Центральной Америки восео закрепилось позднее. К примеру, несмотря на то что сельское население Никарагуа было традиционно восеирующим, до начала 1970-х годов восео здесь стигматизировалось и считалось частью ненормативной, вульгарной речи. Окончательное торжество восео (замена личного местоимения tú на vos) с соответствующим смещением глагольной парадигмы спряжения произошло в стране относительно недавно, после триумфа сандинистской революции, которая таким образом стремилась дистанцироваться от режима Сомосы и построить более эгалитарное, социально-нейтральное общество на принципах равенства и братства всех граждан, а не на принципах капиталистической иерархии.

## Типология и категоризация
| Тип (nombres alternativos) | −ar   | −er  | −ir |
| --- | ----- | ---- | --- |
| Восео I типа (Классическое или этимологическое восео) | −áis  | −éis | −ís |
| Восео II типа (Усечённое) | −áis* | −ís  | −ís |
| Восео III типа (Классическое аргентинское восео, полностью усечённое) | −ás   | −és  | −ís |
| Восео IV типа (Смешанное, переходное, компромиссное, исключительно прономинальное) | −ás   | −és  | −és |
| I тип Архаично-этимологическое: в республике Венесуэла встречается в провинции Сулия (Zulia), отмечается в Колумбии (Ла-Гуахира и Сесар, которые граничат с венесуэльской Сулией), также встречается на северо-востоке республики Боливия, в центре республики Панама (Асуэрский полуостров), и местами на востоке Кубы. II тип В горных регионах Эквадора, в южном Перу, в Чили, северо-западной части республики Аргентина и на юго-западе республики Боливия. III тип Юг-восток Мексики, Центральная Америка (кроме республики Панама), на тихоокеанском побережье и в андском регионе республики Колумбия, в венесуэльских Андах, в прибрежном Эквадоре, на востоке республики Боливия, в республике Парагвай (кроме г. Консепсьон), почти повсеместно в республике Аргентина (кроме северо-запада) и в республике Уругвай (где, впрочем, оно часто носит глагольный (вербальный), а не местоименный (прономинальный) характер). Данный тип восео является культурной нормой современного литературного языка в Аргентине, Парагвае и, с вышеуказанными оговорками, в Уругвае. IV тип Обнаруживается местами на северо-западе Аргентины (провинция Сантьяго-дель-Эстеро). Представляет собой объединение местоимения vos с глагольными формами tu, то есть является прямой противоположностью восео из Монтевидео, Уругвай * В Чили конечные «s» в окончании -áis полностью утрачены в речи носителей. В результате, фактическая реализация принимает формы «pensái», «querái», и т. д. |       |      |     |

### Примеры
| Форма восео | Форма тутео |
| ----------- | ----------- |
| vos cantás  | tú cantas   |
| vos sabés   | tú sabes    |

Сравнение использования восео и тутео:
| Восео Аргентины                        | Тутео                                   |
| -------------------------------------- | --------------------------------------- |
| ¿Sos rusohablante? (Ты русскоязычный?) | ¿Eres rusohablante? (Ты русскоязычный?) |